# فرناندو شوارتز
فرناندو شوارتز (بالإسبانية: Fernando Schwartz)‏ هو دبلوماسي ومقدم تلفزيوني وكاتب وصحفي إسباني، ولد في 15 نوفمبر 1937 في جنيف في سويسرا.